# Bundesstraße 171
Pour les articles homonymes, voir Route 171.
La Bundesstraße 171 est une Bundesstraße du Land de Saxe.

## Géographie
La Bundesstraße va dans une direction sud-ouest/nord-est le long des monts Métallifères, de Zschopau à la Rote Weißeritz.
La Bundesstraße part de la Bundesstraße 101 à la périphérie de Gehringswalde, quartier de Wolkenstein. De ce point à Marienberg, la route fait partie du circuit de Marienberger Dreieck. La route principale traverse la ville. À la fin du village, la Bundesstraße 174 traverse la B 171 par un pont sur la vallée.
La Bundesstraße continue le long de Hüttengrund, quartier de Marienberg. À partir de la confluence du Schlettenbach avec la Rote Pockau, le tracé suit la route d'une ancienne voie de commerce, la Böhmischer Steig, de Zöblitz à Ansprung. À Ansprung, une arête est franchie pour atteindre la vallée de Flöha à Olbernhau. Le long de la vallée du Bielabach, la route remonte à nouveau par Pfaffroda et Dittmannsdorf jusqu'à Sayda, puis par Clausnitz jusqu'à la vallée de la Freiberger Mulde à Rechenberg-Bienenmühle.
La route quitte la vallée vers l'est en remontant pour entrer ensuite dans la vallée du Nassauer Dorfbach. Le Waldhufendorf Nassau est à nouveau traversé et contourné par une route en montée nord. Après avoir traversé la vallée de la Gimmlitz, on atteint le sommet à Frauenstein. Elle passe ensuite sur le barrage de Lehnmühle, construit de 1927 à 1931. Après la crique d'Ochsenbach, la route principale rejoint la vallée de la Rote Weißeritz et la Bundesstraße 170.

## Histoire
La route est classée Bundesstraße  au début des années 1960. L'ancienne Reichsstraße 171 (aujourd'hui Staatsstraße S 178) entre Heidenau et Altenberg via la vallée de la Müglitz est déclassée à cette époque.

## Source
- (de) Cet article est partiellement ou en totalité issu de l’article de Wikipédia en allemand intitulé « Bundesstraße 171 » (voir la liste des auteurs).